# 沃龍齊夫卡 (庫皮揚斯克區)
49°31′43″N 37°31′19″E / 49.52861°N 37.52194°E
沃龍齊夫卡（烏克蘭語：Воронцівка）是位於烏克蘭東部的村莊，由哈爾科夫州庫皮揚斯克區的庫里利夫卡市鎮負責管轄。該村始建於1716年，面積0.17平方公里，海拔高度92米，2001年人口27，人口密度每平方公里161.7人。